# Go West (chanson)
Pour les articles homonymes, voir Go West.

Go West  (littéralement « Allez à l'ouest ») est une chanson des Village People sortie comme single en 1979, composée par Victor Willis, Henri Belolo et Jacques Morali.
La reprise par les Pet Shop Boys en 1993 connaît un succès bien plus important que l'original. D'abord interprétée en public dans le cadre d'un concert caritatif au profit d'une association de lutte contre le sida à Manchester en 1992, la chanson est ensuite enregistrée par le duo et sort comme single en 1993.
Le groupe de métal allemand J.B.O. en fait une reprise parodique en 1997 avec des paroles différentes en allemand sous le titre Ein Fest (littéralement « Une fête »).
Comme de nombreuses chansons, Go West est construite à partir du thème du canon de Pachelbel.

## Analyses et interprétations
Faisant initialement référence à la citation d'Horace Greeley « Go west, young man » destinée à encourager la conquête de l'Ouest américain, la chanson comporte en réalité de multiples sous-textes. Bien que son compositeur Victor Willis s'en défende, la chanson est perçue comme un hymne gay, célébrant San Francisco comme terre promise pour les droits des homosexuels en raison de son ambiance relativement permissives pour l'époque par rapport aux autres États. Les Pet Shop Boys, au contraire, revendiquent ouvertement la chanson comme une utopie homosexuelle, tout en travaillant les arrangements et la voix de Neil Tennant dans un sens qui leur donne une tonalité glacée, voire sépulcrale. Leur version est de ce fait reçue par certains comme un commentaire sur l'échec de l'utopie de permissivité sexuelle californienne et l'épidémie du VIH au sein de la communauté homosexuelle.
Par ailleurs, en raison de sa ressemblance avec l'ancien hymne national soviétique et du contexte de sa sortie en 1993, la version des Pet Shop Boys est aussi perçue comme une référence à la chute de l'URSS intervenue deux ans plus tôt.

## Utilisations dans le football
La chanson est également devenue un hymne pour les supporters de plusieurs clubs de football, parfois avec des paroles modifiées : c'est le cas en Allemagne du Borussia Dortmund et du FC Schalke 04, et en Angleterre d'Arsenal et de West Bromwich Albion. En France, le FC Nantes l'utilise avec des paroles modifiées pour ouvrir et fermer les matchs de la saison 1994-95 et le Paris Saint-Germain en fait son hymne officiel diffusé à chaque victoire[Quand ?][réf. nécessaire]. La chanson est aussi l'hymne de l'équipe nationale de Pologne. La chaine TF1 en 1999 lors des matchs de football en guise d'ouverture et de clôture de diffusion.